# Алиев, Адиль Абыш оглы
Адиль Абыш оглы Алиев (азерб. Adil Abış oğlu Əliyev; род. 25 сентября 1969, Махта, Нахичеванская АССР) — депутат Национального собрания Азербайджана III, IV, V, VI созывов. Глава исполнительной власти Сураханского района (с 2024). Президент Федерации кикбоксинга Азербайджана (2000—2020).

## Биография
Родился 25 сентября 1969 года в селе Махта Шарурского района Нахичеванской Автономной Республики.
В 1987 году окончил Бакинскую школу-интернат со спортивным уклоном.
В 1992 году окончил факультет корабельных штурманов Высшего военно-морского училища им. Фрунзе (Санкт-Петербург, Российская Федерация).
В 1998 году окончил Полицейскую академию МВД Азербайджана.
В 2004 году окончил магистратуру, в 2010 году аспирантуру БГУ. В 2013 году получил степень доктора философии по юриспруденции.
С 1992 года являлся начальником отдела Военно-морских сил Азербайджана.
С 1994 года — инспектор, оперативный уполномоченный, главный оперативный уполномоченный полицейского управления водного транспорта Главного полицейского управления МВД Азербайджана.
В 1998 году являлся главным оперативным уполномоченным, заместителем начальника отдела 39-го отделения полиции Сабаильского района г. Баку.
С 1999 по 2002 год — начальник линейного отдела полиции, инспектор отдела полицейского управления водного транспорта Главного полицейского управления МВД Азербайджана.
С 2002 года — начальник отдела Бакинского городского полицейского управления, начальник отдела Ясамальского районного полицейского управления.
С 2004 по 2005 год — начальник 16 полицейского отделения Наримановского районного полицейского управления.
Работал начальником сектора паромной переправы Главного управления транспортной полиции, начальником отдела по борьбе с наркотиками управления полиции Бинагадинского района, начальником отдела уголовного розыска управления полиции Ясамальского района.
Автор монографии «Правовые и уголовные проблемы массовых беспорядков» (2012).
Президент Федерации кикбоксинга Азербайджана (2000 — февраль 2020).
Почётный президент Федерации кикбоксинга Азербайджана.
Мастер спорта (с 1992 года).

### В парламенте
Депутат Национального собрания Азербайджана III, IV, V, VI созывов.
В 2005 году избран депутатом парламента Азербайджана от второго Наримановского избирательного округа №20.
Являлся членом постоянной комиссии по вопросам безопасности и обороны, руководителем межпарламентской рабочей группы Азербайджан — Нидерланды парламента Азербайджана III , IV созывов.
Член азербайджано-российской, азербайджано-украинской, азербайджано-германской межпарламентских рабочих групп, членом азербайджанской делегации в Межпарламентской ассамблее СНГ парламента Азербайджана III, IV созывов.
Член азербайджано-турецкой межпарламентской  рабочей группы парламента Азербайджана IV созыва.
Член комитета по обороне и безопасности, комитета молодежи и спорта, руководитель межпарламентской рабочей группы Азербайджан — Казахстан, член межпарламентских рабочих групп Азербайджана и Австралии и Новой Зеландии, Белоруссии, Чехии, Китая, Литвы, Нидерландов, Саудовской Аравии, Турции, член азербайджанской делегации в Межпарламентской ассамблее СНГ парламента Азербайджана V созыва.
Руководитель комитета молодежи и спорта Национального собрания Азербайджана VI созыва.
10 марта 2020 года на первом пленарном заседании Милли Меджлиса Азербайджана VI созыва избран заместителем председателя Национального собрания Азербайджана. На том же заседании избран также руководителем комитета молодежи и спорта.

### Дальнейшая карьера
8 июля 2024 года назначен главой Исполнительной власти Сураханского района г. Баку. В связи с этим, 9 июля 2024 года были прекращены его полномочия депутата VI созыва.

## Семья
Брат — помощник Президента Азербайджана, заведующий отделом по военным вопросам Администрации Президента, генерал-полковник Магеррам Алиев.

## Награды
- Национальная премия «Лучший из лучших» (2010, за заслуги в общественно-политической жизни республики)[8].
- Золотой орден «Гордость Азербайджана» (2020, журнал «Мой Азербайджан»)[9].
- Медаль «За укрепление парламентского сотрудничества» (16 апреля 2015, Межпарламентская ассамблея СНГ, за особый вклад в развитие парламентаризма, укрепление демократии, обеспечение прав и свобод граждан в государствах — участниках Содружества Независимых Государств)[10].
- Медаль «МПА СНГ. 25 лет» (27 марта 2017, Межпарламентская ассамблея СНГ, за заслуги в деле развития и укрепления парламентаризма, за вклад в развитие и совершенствование правовых основ функционирования Содружества Независимых Государств, укрепление международных связей и межпарламентского сотрудничества)[11].
- Медаль «За отвагу»